# Prepev
Prepev je popularna pesma koja je zahvaljujući tome što je dostigla određeni uspeh i popularnost u zemlji nastanka doživela i internacionalno objavljivanje, te shodno tome i prevođenje na jezike zemalja u kojima je naknadno objavljena. Termin „prepevˮ takođe se koristi kada je reč o prevođenju poezije sa jednog jezika na drugi, kao panadan terminu „prevodˮ u slučaju prevođenja proznih tekstova.
Kada pesma postigne uspeh u jednoj zemlji, njen snimak može biti objavljen internacionalno. Svesni činjenice da većina ljudi želi da peva pesmu na jeziku koji razume, izdavač i izdavačka kompanija angažovaće tekstopisca da pesmu prevede. Profesionalni tekstopisci obično koriste originalni tekst pesme kao polaznu tačku i ideje za prepev crpe iz naslova i melodijske linije.
Retkost je, i često zvuči neadekvatno, kada prevodilac koristi doslovni prevod, ali je preporučljivo da se u prepevu približi originalnom naslovu da bi se iskoristio uspeh koji je pesma do datog trenutka dostigla.
U periodu ranih šezdesetih godina 20. veka u Srbiji (tada Jugoslaviji) prepevi su naročito bili popularni.  Tada su popularne pesme bile izvedene iz italijanske kancone i/ili američkog džeza ili ranog roka, ali takođe, u kratkom periodu i meksičke muzike, koje su izvodili izvanredni izvođači i prve zvezde zabavne muzike kao što su: Đorđe Marjanović, Lola Novaković, Nada Knežević, Beti Đorđević, Radojka Šverko, Majda Sepe, Vice Vukov, Miki Jevremović, Leo Martin, Krunislav-Kićo Slabinac, Lado Leskovar, Bisera Veletanlić, Dalibor Brun, Duško Lokin, Ismera Krvavac, Ksenija Erker, kasnije Oliver Dragojević i mnogi drugi.

## Đ0rđe Marjanović – izvođač (sopstvenih) prepeva (tuđih) pesama
Đorđe Marijanović spada u izvođače čijoj su slavi između ostalog doprineli prepevi. Međutim, on je lično kao prevodilac često radio na prepevima koje je izvodio. Najveći broj prepevanih pesama koje je izvodio „bio je italijanskog porekla. To su popularne festivalske pesme čiji su autori Domeniko Modunjo (Domenico Modugno), Gvaltijero Malgoni (Gualtiero Malgoni), Adrijano Ćelentano (Adriano Celentano), Roko Granata (Rocco Granata) i drugi. U njegovoj interpretaciji u našoj sredini vrlo popularne postale su pesme kao što su „O kakv mesecˮ (orig.: Guarda Che Luna), „Lutkicaˮ (orig.: Bella pupa), „Prijatelji zdravoˮ (orig.: Ciao Ragazzi) i mnoge druge. (...) Đorđe je neke pesme koje je kasnije i sȃm prepevao čuo na Festivalu u Sanremu, koji je posetio nekoliko puta.ˮ Zatim, Đorđe Marjanović je „prepevao i francuske popularne pesme Žilbera Bekoa, kao i najpoznatiju francusku šansonu koju je u originalu izvodila Edit Pjaf „Milordˮ, koja mu je donela izuzetan uspeh. Prepevao ju je sȃm pevač, a objavljena je prvi put u njegovom izvođenju 1961. godine kao singl EP ploča. (...) Prema rečima Đorđevog sina, Marka Marjanovića, Edit Pjaf je rekla da je Đorđeva izvedba „Milordaˮ najbolja koju je čula.ˮ Osim italijanskih i francuskih popularnih pesama Marjanović je tokom šezdesetih godina izveo i prepevao niz pesama anglosaksonskog porekla, uglavnom u rokenrol stilu, među kojima su najpoznatije postale: „O Kerolˮ (Oh Cerol), „Bang Bangˮ (Bang Bang), „Zbogom ljubaviˮ (Good Bye My Love) i „Meriˮ (Molly).

## Izvođači sopstvenih prepeva
Iako nije čest slučaj, određeni izvođači su objavljivali prepeve sopstvenih pesama da bi ih plasirali na inostrano tržište, kao što je to učinio Dejvid Bouvi (David Bowie) sa pesmom Heroes, koju je objavio i na nemačkom (Helden) i na francuskom jeziku (Héros).
Regionalno, jedan od izvođača koji je imao višejezične objave svojih izvođenja jeste Toše Proeski koji je pesme objavljivao (osim na maternjem makedonskom) i na srpskohrvatrskom, a ponekad i na slovenačkom jeziku. Takođe i Momčilo Bajagić Bajaga je objavio jednu od svojih pesama u dve verzije (na srpskom i na makedonskom jeziku – Pesma protiv malera/Pesna protiv maleri).